# Comité d'Estudi i de Relació dels Interessos Bretons
Comité d'Estudi i de Relació dels Interessos Bretons (francès Comité d'étude et de liaisons des intérêts bretons CELIB) fou creat el 22 de juliol de 1950 per René Pleven, Joseph Halléguen i Joseph Martray amb l'objectiu de promoure el desenvolupament econòmic i la identitat de Bretanya (cinc departaments: Costes del Nord, Finisterre, Ille i Vilaine, Loira Atlàntic i Morbihan), aprofitant el pla de reconstrucció i el Pla Marshall. Impulsat pel seu secretari Joseph Martray, aquest "lobby bretó" aconseguí la construcció de nombroses infraestructures (el Pla Routier bretó, per exemple) i és l'origen del procés de regionalització a França (fundada el 1964 dels CODER el primer dels quals es crearà a Bretanya).

## Enfocament
El 1950 la Bretanya estava molt per darrere en termes econòmics (el 90% de les llars rurals estaven sense aigua corrent, enfront del 34% a França). Les idees centrals del CELIB són:
- Permetre Bretanya de conèixer una nova fase de desenvolupament.
- Fer de la Bretanya una regió prioritària de la política de planificació del territori. Aquesta política no va ser concebuda com una política d'assistència, sinó com un marc per a les iniciatives regionals de desenvolupament.
- Donar un impuls a una indústria devastada per a compensar els dramàtics efectes de la despoblació rural i un saldo migratori negatiu.
- Treure la regió d'un isolament tant intel·lectual com material
- Mantenir o recuperar el patrimoni cultural dels bretons
- Contribuir al desenvolupament de la regionalització.

## Creació
Amb motiu de les eleccions legislatives franceses de 1951, el CELIB contactà amb tots els candidats per tal de crear un grup interparlamentari encarregat de promoure els seus projectes, i només els comunistes van rebutjar la invitació. Els estatuts de l'organització es van presentar el 30 d'octubre (publicada al Diari Oficial el 23 de novembre), es converteix en una associació de la Llei 1901 finançada pels 5 consells generals. El president serà René Pleven, assistit per tres vicepresidents: Paul Ihuel, membre del Moviment Republicà Popular d'Ar Mor-Bihan, André Morice, membre del Partit Radical de Loira Atlàntic i François Tanguy-Prigent, diputat socialista de Finisterre. Les reunions de l'Intergrup Parlamentari són mensuals.
Originalment fou nomenada CLIB (Comité de Liaisons des Intérêts Bretons), el grup va decidir basar les seves accions en una sòlida investigació associada al geògraf Michel Phlipponneau. A poc a poc, l'organisme reuní a través de la divisió política totes les forces vives de Bretanya i va assolir el seu punt àlgid a mitjans del decenni de 1960. Per una defensa dels interessos bretons «transcendint els interessos singulars», va aplegar durant un temps tots els parlamentaris bretons, els consells generals, 1.200 comunes amb els alcaldes de les grans ciutats bretones, tots els sindicats obrers (CGT, CFDT, FO, CFTC), les organitzacions patronals, les cambres de comerç i d'indústria, les universitats i les associacions de defensa de la cultura i de la llengua bretona.

## Història
En 1952 va preparar un informe sobre el desenvolupament de Bretanya, i es registra com a Comitè Regional d'Expansió Econòmica el 1955. El 1953 aquest informe fou utilitzat pel govern de Guy Mollet com un programa d'acció regional.
El 13 de juliol de 1956 es publicà a Bretanya el primer Programa d'Acció Regional (PAR) gràcies a l'acció del CELIB. Les prioritats són el desenvolupament de l'agricultura, les activitats marítimes, la industrialització, el desenvolupament del turisme, etc. El 1957 foren creades la Societat de Desenvolupament Regional de Bretanya (SDR) i la Societat d'Economia Mixta per a la Millora i l'Equipament de Bretanya (SEMAEB).
En 1958 va començar el seu declivi arran de la traïció dels notables: alineació d'alguns membres a la Cinquena República. L'any 1959 va veure la creació a França de 21 regions-programa incloent Bretanya, formada per 4 departaments (adoptant per a Bretanya, els límits de l'efímera regió econòmica de Rennes creada per la França de Vichy). L'Assemblea General del CELIB adoptà la llei-programa per a Bretanya, redactada pel geògraf Michael Phlipponneau a An Oriant el 1962. Tanmateix, el govern francès no es va comprometre pas en el pla de finançament plurianual.
Deu més tard, el 1971, el nou CELIB promogué l'aparició d'un Llibre Blanc (programa complet) per a Bretanya, que defineix la regió com una federació de països. Aquest Llibre Blanc fou molt poc tingut en compte per l'Assemblea regional, encara que la política a favor del país ha assolit el 5% del pressupost en 1976. El 1977, sota la presidència de Valéry Giscard d'Estaing, ha celebrat la signatura de la Carta Cultural Bretona entre l'Estat, el Consell Regional de Bretanya i els consells generals bretons, inclòs el de Loira Atlàntic, que reconeix la llengua i la cultura bretona i garanteix la seva pervivència.